# Cruz do Pascoal
A Cruz do Pascoal, ou Oratório Público da Cruz do Pascoal, é um monumento público em Salvador, capital do estado brasileiro da Bahia. Foi tombado pelo Instituto do Patrimônio Histórico e Artístico Nacional (IPHAN) em 1938, através do processo n.º 122.
O oratório foi construído em 1743 pelo português Pascoal Marques de Almeida — de quem herdou a denominação — em devoção a Nossa Senhora do Pilar. Em 1874, foi colocado um gradil de proteção em torno do monumento. Foi tombado pelo IPHAN em 1938, recebendo tombo de belas artes (Inscrição 135/1938).
Implantado no meio de um largo de forma triangular, o oratório é constituído de coluna encimada por nicho, inspirado nas torres sineiras das igrejas baianas do século XVIII, que guarda imagem da Senhora do Pilar. O oratório é revestido por azulejos do século XVIII, constituindo-se num dos mais expressivos marcos de referência visual da cidade.